# Gary Goetzman
Gary Goetzman (6 november 1952) is een Amerikaans film- en televisieproducent.
Hij is onder andere de producer van de 10-delige serie Band of Brothers en The Pacific.
Hij speelt soms kleine rolletjes in eigen producties. In zijn jeugd was hij actief als acteur in onder andere Yours, Mine and Ours uit 1968 en Caged Heat uit 1974.

## Producties
- Amos & Andrew (1993)
- Philadelphia (1993)
- Devil in a Blue Dress (1995)
- Band of Brothers (2001, televisieserie)
- My Big Fat Greek Wedding (2002)
- Big Love (2006, televisieserie)
- The Ant Bully (2006)
- Charlie Wilson's War (2007)
- The Great Buck Howard (2008)
- John Adams (2008, televisieserie)
- Mamma Mia! (2008)
- Where the Wild Things Are (2009)
- The Pacific (2010, televisieserie)